# هورنوو-وادلسدورف
هورنوو-وادلسدورف (به آلمانی: Hornow-Wadelsdorf) یک شهر در آلمان است که در اشپری-نایسه واقع شده‌است. هورنوو-وادلسدورف ۶۰۳ نفر جمعیت دارد.